# 前川玲子
前川 玲子（まえかわ れいこ、1952年 - ）は、日本のアメリカ文学者、京都大学名誉教授。

## 略歴
1952年、兵庫県生まれ。1975年、立教大学文学部英米文学科卒業横浜市立浜中学校教諭となる。1985年にアメリカ合衆国にあるケース・ウェスタン・リザーブ大学大学院の博士課程を修了し、「F. O. Matthiessen: After American Renaissance」でPh.D.を取得した。1986年より愛知県立女子短期大学講師、1989年に愛知県立大学助教授、1991年京都大学教養部助教授。1992年京都大学総合人間学部助教授、2006年京都大学大学院人間・環境学研究科教授。2003年から2005年にかけて日本アメリカ学会（現：アメリカ学会）の評議員、2007年から2009年にかけて（2007年度および2008年度）日本英文学会の評議員、2008年から2013年にかけてアメリカ学会の理事、監事を務めた。2017年に京都大学を定年退職。同年、京都大学より名誉教授の称号を受ける。

## 著書
- 『アメリカ知識人とラディカル・ビジョンの崩壊』京都大学学術出版会、2003年、ISBN 978-4-87698-608-8[2]。（書評[13][14]、アメリカ近代史学者による個人ブログでの書評[15]）
- 『亡命知識人たちのアメリカ』世界思想社、2014年、ISBN 978-4-7907-1623-5[16]。

以下は共編著
- 『アメリカ文化の原点と伝統』共著、彩流社、1993年、ISBN 4-88202-262-1[17][18]。
- 『Philanthropy and Cultural Context : Western Philanthropy in South, East, and Southeast Asia in the 20th Century』共著、University Press of America（英語版）、1997年、ISBN 0761807926[19][20]。
- 後藤昭次『文学と批評のポリティクス : アメリカを読む思想』大阪教育図書、1997年。ISBN 4271116548。 NCID BA30671993。全国書誌番号:98069859。
- 『冷戦とアメリカ文学 21世紀からの再検証』共著、世界思想社〈世界思想ゼミナール〉、2001年、ISBN 4-7907-0888-8[21]。
- 紀平英作『帝国と市民 : 苦悩するアメリカ民主政』山川出版社、2003年。ISBN 4634648008。 NCID BA61878329。全国書誌番号:20402703。[22]。
- 『The Voluntary and Non-Profit Sector in Japan : The Challenge of Change』共著、Routledge、2003年、ISBN 9780203472002[23]。
- 『事典 現代のアメリカ CD-ROM付』共著、大修館書店、2004年、ISBN 9784469012743[24][25]。
- 『アメリカの文明と自画像』共著、ミネルヴァ書房〈シリーズ・アメリカ研究の越境 1〉、2006年、ISBN 9784623046775[26]。
- 『アメリカン・ルネサンスの現在形』共著、 松柏社、2007年、ISBN 978-4-7754-0140-8[1]。
- 『アメリカ民主主義の過去と現在 歴史からの問い』共著、ミネルヴァ書房〈MINERVA 人文・社会科学叢書 141〉、2008年、ISBN 978-4-623-05140-3[27][28]。

### 訳書
- エーリカ・マン／クラウス・マン『生への逃走』松籟社、2022年。トーマス・マンの子による回想